# Linodendron
Linodendron es un género botánico con seis especies de plantas pertenecientes a la familia Thymelaeaceae.

## Especies seleccionadas
- Linodendron angustifolium
- Linodendron aronifolium
- Linodendron cubanum